# 沃洛吉斯一世
沃洛吉斯一世是安息帝國之王，西元51年至78年在位。

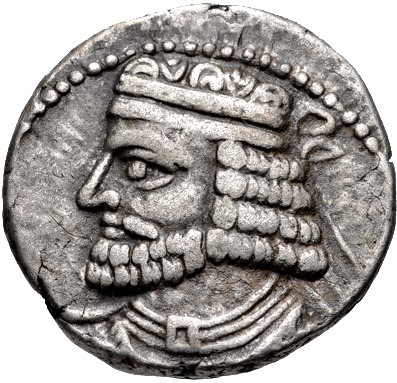
沃洛吉斯一世

沃洛吉斯一世是沃諾奈斯二世之子。他在位期間與羅馬帝國因亞美尼亞爆發戰爭，戰後簽訂朗戴亞條約。去世後由兒子帕科羅斯二世繼位。